# 胡念祖 (畫家)
胡念祖（1927年12月26日—2019年5月28日），字心原，號石牛老牧，又號桃江遊子，中華民國水墨畫家。張大千曾題讚其畫曰：「筆墨水俱入神化」。

## 生平
胡念祖1927年生於湖南省益陽縣桃花江畔之石牛江，其號石牛老牧、桃江遊子由此而來。胡氏幼年期間即喜塗鴉，中学后更喜绘历史人物故事于厅堂门楣之间。1946年入南京美專攻讀國畫選科，正式接受繪畫訓練，1948年於南京拜黃君璧為師研習山水畫，次年因國府遷臺追隨黃氏來臺；1951年受聘於台灣省立師範學院（今國立台灣師範大學）藝術系助教，期間得溥心畬教授研究北宗山水畫。1953年与同道喻仲林、孙家勤同组『丽水精舍』于台北，开班授徒。1959年任教於國立台灣藝術專科學校（今國立台灣藝術大學）。爾後辭去教職，專攻水墨山水創作，1971年胡念祖赴美國定居，並於1973年入美國紐約藝術學生聯合學院進修，專攻山水創作並推廣文化。其畫風以中國傳統繪畫為基礎，擷取西洋繪畫精華，融合中西方藝術創作理念。1985年獲美國杜威大學榮譽博士學位，1988年自紐約返臺，任教於國立藝術學院（現國立臺北藝術大學）及國立台灣藝術專科學校。
2019年5月28日於臺灣桃園家中逝世，享耆壽92歲。

## 評價
- 張大千曾題讚其畫曰：「古稱得筆法易，得墨法難；得墨法易，得水法難，今觀念祖道兄大作，筆墨水俱入神化，非近百年來所有也，佩歎無似！」。[5]

- 黃君璧題道：「胡生念祖好學多才，居金陵時從余習畫，所作飛瀑雲山深得白雲堂意趣，自從旅居北美紐約，努力求新以傳統筆墨寫現代風格，推陳出新，另闢蹊徑，甚為人稱道……」。[5]